# Wiktor Wysoczański

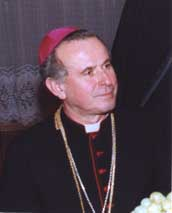
Bischof Wiktor Wysoczański

Wiktor Wysoczański (* 24. März 1939 in Wysocko Wyżne, heute Ukraine; † 27. April 2023 in Warschau) war leitender Bischof der Polnisch-Katholischen Kirche.

## Leben
Nach dem Abitur 1956 in seinem Geburtsort Wysocko Wyżne, in der Ukrainischen Sozialistischen Sowjetrepublik, wurde Wysoczański mit vielen anderen Polen nach Polen ausgewiesen. Ein Jahr studierte er an einem römisch-katholischen Priesterseminar, trat danach jedoch in die Polnisch-katholische Kirche über.
1960–1964 studierte Wysoczański altkatholische Theologie an der Christlich Theologischen Akademie in Warschau sowie anschließend Recht und Administration in Toruń und Warschau. 1971/1972 studierte er zwei Semester an der Christkatholisch-theologischen Fakultät der Universität Bern.
Nach seiner Priesterweihe am 2. Februar 1963 empfing Wysoczański am 5. Juni 1983 in Warschau die Bischofsweihe durch den Erzbischof von Utrecht Marinus Kok, nachdem er schon am 15. Mai 1975 in Breslau zum Bischof nominiert wurde.
Bischof Wysoczański war Mitglied der Christlichen Friedenskonferenz sowie Teilnehmer der V. Allchristlichen Friedensversammlung (ACFV) 1978 und der VI. ACFV 1985 in Prag.
Wysoczański wurde 1995 als Nachfolger von Tadeusz Majewski zum leitenden Bischof der Polnisch-Katholischen Kirche gewählt. Die Christlich-Theologische Akademie in Warschau wurde seit 2002 von Wysoczański als Rektor geleitet.
1999 erhielt er die Ehrendoktorwürde der Christkatholisch-theologischen Fakultät der Universität Bern. Er war Mitherausgeber der Internationalen Kirchlichen Zeitschrift in Bern.

## Publikationen (Auswahl)

### Aufsätze (Auswahl)
- „Patriotische, kirchenrechtliche und doktrinäre Bande der Polnischen Nationalen Katholischen Kirche in den USA und Kanada mit der polnisch-katholischen Kirche in Polen“. In: Internationale Kirchliche Zeitschrift 80 (1990).
- „Zur Geschichte der Polnischen Nationalen Katholischen Kirche in den USA und Polen in den Jahren 1920–1939“. In: Internationale Kirchliche Zeitschrift (IKZ, Bern) 91 (2001), S. 177–195. ISSN 0020-9252.
- „Rechtliche Regelungen und Streitigkeiten in den Beziehungen zwischen Kirche und Staat“. In: Kirchliche Zeitgeschichte 15 (2002), S. 63–74. ISSN 2196-808X (print).
- „Der Prozess der kanonischen Verselbständigung der Polnisch-katholischen Kirche in Polen und ihre Stellung in der Utrechter Union“. In: Internationale Kirchliche Zeitschrift 93 (2003), S. 43–58.
- „Die Polnisch-katholische Kirche als Mitglied der Utrechter Union: Entstehung, Geschichte, Rechtslage“. In: Internationale Kirchliche Zeitschrift 95 (2005), S. 157–201.